# St. Albans (nagyváros, Vermont)
St. Albans település az Amerikai Egyesült Államok Vermont államában, Franklin megyében, melynek megyeszékhelye is. Lakosainak száma 6877 fő (2020. április 1.).

## Népesség
A település népességének változása:

| 2010 | 6 918 |
| 2020 | 6 877 |